# Makhtiata
Makhtiata (rus: Махтята) és un poble del krai de Perm, a Rússia, que en el cens del 2010 tenia 26 habitants. Es troba a la riba del riu Bartim, afluent del Xakva pel marge esquerre, al nord-est del centre regional, Beriózovka.